# HTC Himalaya
Платформа HTC Himalaya представляет собой коммуникатор  на основе операционной системы Microsoft Windows Mobile, разработанный тайваньской компанией High Tech Computer Corporation.
Выпускался под марками: Qtek 2020, T-Mobile MDA II, i-mate Pocket PC Phone Edition, O2 Xda II, Orange SPV M1000, Dopod 696, Dopod 696i, Vodafone VPA, Telefonica TSM500, Krome Navigator F1.
В России i-mate Pocket PC был доступен по крайней мере с осени 2003 года.

## Характеристики
- Вес: 190 г
- Связь: GSM 900/1800/1900 МГц, GPRS (Multi-slot Class 10)
- Процессор: Intel XScale PXA263 (400 Мгц)
- Память: 128 Мб ROM (ПЗУ) и 64 Мб RAM (ОЗУ)
- Экран: Цветной TFT трансфлективный, сенсорный, 65536 цветов (16-bit)
- Разрешение экрана: QVGA (240x320 пикселей)
- Размер экрана: диагональ 3.5"
- Габариты: 130 x 61 x 19 мм
- Беспроводные интерфейсы: Bluetooth 1.2 (A2DP, Class 2), IrDA
- Проводное подключение: USB через кредл или переходник
- Фото/Видеокамера: CMOS 0.3 Мпиксела (640x480 точек)
- Динамик и выход minijack (стерео) (2,5 мм)
- Слоты расширения: Secure Digital, Multimedia Card, SDIO
- Операционная система: Windows Mobile Pocket PC 2003 Phone Edition / Pocket PC 2003SE
- Батарея: Съёмный литий-ионный аккумулятор ёмкостью 1200 мАч
- Время работы при разговоре: 3 часа
- Время работы в режиме ожидания: 160 часов
- Ввод информации: Стилус, Хард-кнопки, Джойстик, Виртуальная клавиатура